# Monetarismo de Mercado
O monetarismo de mercado é uma escola de pensamento macroeconómico que defende que os bancos centrais tenham como meta o nível de rendimento nominal em vez da inflação, do desemprego ou de outras medidas da actividade económica, incluindo em tempos de choques como o rebentamento da bolha imobiliária em 2006, e na crise financeira que se seguiu.  Em contraste com os monetaristas tradicionais, os monetaristas de mercado não acreditam que os agregados monetários ou os preços das mercadorias, como o ouro, sejam o guia ideal para a intervenção. Os monetaristas de mercado também rejeitam o enfoque neokeynesiano nas taxas de juro como o principal instrumento da política monetária.  Os monetaristas de mercado preferem um objectivo de rendimento nominal devido às suas crenças gémeas de que as expectativas racionais são cruciais para a política e que os mercados reagem instantaneamente às mudanças nas suas expectativas sobre a política futura, sem os "longos e variáveis atrasos" postulados por Milton Friedman. 

## História
O termo "monetarismo de mercado" foi cunhado pelo economista dinamarquês Lars Christensen em agosto de 2011 e foi rapidamente adotado por economistas proeminentes que defendiam uma meta de rendimento nominal para a política monetária. Scott Sumner, economista da Universidade Bentley e um dos mais veementes defensores de uma meta de rendimento nominal, adoptou o rótulo de monetarista de mercado em Setembro de 2011. Sumner foi descrito como a "eminência parda" do monetarismo de mercado.  Além de Scott Sumner, Lars Christensen atribui aos economistas Nick Rowe, David Beckworth, Joshua Hendrickson, Bill Woolsey e Robert Hetzel como "instrumentais na formação das visões do monetarismo de mercado". Yue Chim Richard Wong, professor de economia na Universidade de Hong Kong, descreve os economistas monetaristas de mercado como "relativamente juniores na profissão de economia e... concentrados nas universidades de ensino".  A Revista "The Economist" afirma que o blog de Sumner "reuniu economistas com ideias semelhantes, muitos deles em pequenas escolas a alguma distância do centro do universo econômico"; consequentemente, Christensen considera o monetarismo de mercado a primeira escola de pensamento económico nascida na blogosfera. 
Embora rejeite a noção de Milton Friedman de desfasamentos longos e variáveis nos efeitos da política monetária, o monetarismo de mercado é tipicamente associado ao pensamento de Friedman, especialmente no que diz respeito à história da Grande Depressão. Ambrose Evans-Pritchard observou que Christensen, que cunhou o nome “monetarismo de mercado”, escreveu um livro sobre Friedman. Evans-Pritchard descreveu a escola como "não keynesiana. Eles são inspirados pelos economistas do entreguerras Ralph Hawtrey e pelo sueco Gustav Cassel, bem como pelo guru monetarista Milton Friedman". Evans-Pritchard atribui a ideia de direcionamento à renda nominal à proposta de Irving Fisher, da era da Depressão, de um "plano de dólar compensado".  A ideia de visar o PIB nominal foi proposta pela primeira vez em James Meade (1978) e discutida na literatura económica durante as décadas de 1980 e 1990. 
Bruce Bartlett, antigo conselheiro do presidente dos EUA Ronald Reagan e funcionário do Tesouro no governo do presidente George H. W. Bush, notou pela primeira vez em 2010 o surgimento de Scott Sumner e o movimento dos debates económicos para a blogosfera. Bartlett atribuiu a Sumner a contribuição do conceito de monetarismo de mercado para o debate nacional sobre economia. The Economist observou mais tarde que Tyler Cowen, professor de economia na George Mason University, e o ganhador do Nobel Paul Krugman criaram um link para o blog de Sumner um mês após seu início, Cowen aprovando as propostas de Sumner, mas Krugman mais cético.
Em 2011, a recomendação do monetarismo de mercado de visar o rendimento nominal estava a ser aceite nas principais instituições, como a Goldman Sachs  e a Northern Trust. Anos de fraco desempenho económico nos Estados Unidos obrigaram a uma revisão das estratégias do Conselho da Reserva Federal. Mais tarde, em 2011, Krugman endossou publicamente recomendações de política monetarista de mercado, sugerindo "uma mudança de regime do Fed" para uma "política monetária baseada em expectativas" e elogiando o monetarismo de mercado pelo seu foco no PIB nominal. Krugman usou o termo “monetarismo de mercado” em seu blog amplamente lido. Além disso, no quarto trimestre de 2011, o Milken Institute divulgou um estudo de Clark Johnson, defendendo abordagens monetaristas de mercado. No final de Outubro de 2011, a ex-Presidente do Conselho de Consultores Económicos, Christina D. Romer, escreveu um editorial amplamente lido ou "carta pública" no The New York Times em que apelou ao presidente da Reserva Federal, Ben Bernanke, para atingir o PIB nominal, um princípio monetarista de mercado. 
Em Novembro de 2011, Bernanke deu uma conferência de imprensa afirmando que o conselho de governadores da Reserva Federal tinha discutido a ideia de definir metas para o NGDP e estava a considerar adicionar o PIB nominal à sua lista de indicadores económicos importantes. No entanto, o conselho decidiu não adotar uma política estrita de metas do NGDP, porque, segundo o The Economist, "mudar para um novo regime de metas poderia 'arriscar o desancoramento das expectativas de inflação no longo prazo'. Se a inflação pudesse subir para 5%, por exemplo, as pessoas poderiam considerar isso como permanente e definir os salários em conformidade, mesmo quando a produção voltasse ao normal. Para mostrar a sua coragem, a Fed teria então de restringir o crescimento; os custos de provar a sua seriedade poderiam anular os benefícios do novo regime".  Em Dezembro de 2012, Mark Carney, governador do Banco do Canadá e posteriormente governador do Banco de Inglaterra, sugeriu a adopção de uma meta para o nível do PIB nominal. Isto também teria a vantagem de que, durante tempos difíceis, as pessoas poderiam confiar que as taxas de juro permaneceriam baixas durante tempo suficiente, mesmo que a inflação excedesse a antiga meta. Portanto, as taxas de juros baixas seriam mais eficazes.  Segundo Carney, o nível do NGDP é em muitos aspectos superior à taxa de desemprego. Faz com que o banco central repare os seus velhos erros. Esta dependência histórica é mais vantajosa em tempos de taxas de juro baixas, pois torna a política monetária mais credível e mais fácil de compreender.

## Políticas baseadas em regras
Os monetaristas de mercado apoiam geralmente uma política “baseada em regras” que acreditam que aumentaria a estabilidade económica. Em particular, criticam alguns instrumentos de política monetária, como a flexibilização quantitativa, por serem demasiado discricionários. Os monetaristas de mercado defendem que o banco central expresse claramente uma meta do NGDP (como 5-6 por cento de crescimento anual do PIB Nominal em tempos normais) e que o banco central utilize as suas ferramentas políticas para ajustar o NGDP até que os mercados de futuros do PIB nominal prevejam que a meta será alcançada. 
Alternativamente, o banco central poderia deixar os mercados fazerem o trabalho. O banco oferecer-se-ia para comprar e vender contratos futuros de NGDP a um preço que mudaria à mesma taxa que a meta do PIB Nominal . Os investidores iniciariam negociações desde que vissem oportunidades de lucro provenientes do crescimento do NGDP acima (ou abaixo) da meta. A oferta monetária e as taxas de juro ajustar-se-iam ao ponto em que os mercados esperassem que o PIB Nominal atingisse a meta. Estas “operações de mercado aberto” iriam automaticamente restringir ou afrouxar a oferta monetária e aumentar ou diminuir as taxas de juro. O papel do banco é puramente passivo, comprando ou vendendo os contratos. Isto substituiria parcial ou completamente a utilização de taxas de juro, flexibilização quantitativa, etc., por outros bancos, para intervir na economia.  Brad DeLong opõe-se a esta abordagem, escrevendo: "A Reserva Federal tornar-se-ia então verdadeiramente o credor não apenas de último, mas de primeiro recurso."  Bill Woolsey oferece várias alternativas para a estrutura de tal mercado de futuros, sugerindo uma abordagem na qual o Fed mantém um preço fixo para o contrato de futuros, protegendo qualquer posição curta ou longa resultante através da realização de operações de mercado aberto para igualar a sua posição líquida e utilizando outras técnicas tradicionais. como a alteração dos requisitos de reserva. Ele recomenda ainda que as partes privadas garantam as suas posições utilizando apenas títulos, como títulos do tesouro, para evitar efeitos perversos dos ajustamentos nas contas de margem à medida que o mercado se move. 

## Meta de renda nominal
Os monetaristas de mercado mantêm uma meta de rendimento nominal como a política monetária ideal.  Os monetaristas de mercado são cépticos quanto ao facto de as taxas de juro ou os agregados monetários serem bons indicadores da política monetária e, portanto, recorrem aos mercados para indicarem a procura de moeda. Fazendo eco a Milton Friedman, na visão monetarista de mercado, as taxas de juro baixas são indicadores de aperto monetário passado e não de flexibilização actual e, como tal, não são um indicador da política monetária actual. No que diz respeito aos agregados monetários, acreditam que a velocidade é demasiado volátil para que um simples crescimento da base monetária possa acomodar adequadamente a procura de moeda no mercado. Em contraste, uma meta de rendimento nominal acomoda flutuações na velocidade, garantindo que a política monetária seja suficientemente frouxa ou restritiva para atingir a meta. Esta abordagem deixa que as taxas de juro sejam decididas pelo mercado, ao mesmo tempo que aborda as preocupações com a inflação, uma vez que o PIB nominal também não pode crescer mais rapidamente do que o nível especificado. 
Os monetaristas de mercado afirmam que, ao não prestar atenção ao rendimento nominal, a Reserva Federal desestabilizou, na verdade, a economia dos EUA; o PIB nominal caiu 11% abaixo da tendência durante a recessão de 2008 e manteve-se nesse nível desde então. Os monetaristas de mercado acreditam que, ao seguir explicitamente uma meta de rendimento nominal, a política monetária seria extremamente eficaz na resposta aos choques de procura agregada; resumindo esta visão, The Economist afirmou: "Se as pessoas esperam que o banco central retorne os gastos a uma trajetória de crescimento de 5%, as suas crenças ajudarão a chegar lá. As empresas contratarão, confiantes de que as suas receitas irão expandir; as pessoas abrirão as suas carteiras, confiantes em manter seus empregos. Aqueles que acumulam dinheiro irão gastá-lo ou investi-lo, porque sabem que a produção ou os preços serão mais elevados no futuro.

## Armadilha da liquidez
Os monetaristas de mercado rejeitam a sabedoria convencional de que a política monetária é sobretudo irrelevante quando uma economia se encontra numa armadilha de liquidez (quando as taxas de juro de curto prazo se aproximam de zero), argumentando, em vez disso, que as armadilhas de liquidez estão mais associadas ao baixo crescimento nominal do PIB do que à baixa inflação.  Os monetaristas de mercado afirmam que políticas como a flexibilização quantitativa, a cobrança em vez de pagar juros sobre reservas bancárias excedentárias e o compromisso público do banco central com objectivos de rendimento nominal podem constituir uma saída para a armadilha. As taxas de juro chegaram a zero no Japão, mas não na China, quando cada um deles registou uma ligeira deflação. O crescimento do Produto Interno Bruto Nominal (o do Japão tem estado próximo de zero desde 1993, enquanto o da China não caiu abaixo da faixa de 5% a 10%, mesmo durante a crise financeira do Leste Asiático do final da década de 1990) é visto como o determinante mais próximo. 
Os monetaristas de mercado contestam a afirmação da teoria convencional de que os bancos centrais que emitem moeda fiduciária não podem aumentar os gastos nominais quando a economia está numa armadilha de liquidez: em vez disso, dizem que o banco central pode de facto aumentar os gastos nominais, como evidenciado pela afirmação de que o banco central o banco pode sempre “degradar a moeda” aumentando a taxa de inflação, aumentando os gastos nominais no processo.
Os monetaristas de mercado argumentam que métodos não convencionais de formulação de política monetária podem ter sucesso. The Economist descreve a abordagem monetarista de mercado como potencialmente incluindo "compras 'heróicas' de ativos, em uma escala maior do que qualquer coisa já tentada pelo Fed ou pelo Banco da Inglaterra". No entanto, observa que “mesmo assim, as pessoas podem recusar-se a gastar o dinheiro recém-cunhado, ou os bancos também podem recusar-se a emprestá-lo”. Alguns monetaristas de mercado, como Bill Woolsey, sugeriram que "O Fed poderia impor uma taxa sobre as reservas bancárias, deixando os bancos imporem uma taxa de juros negativa sobre os depósitos de seus clientes. Isso poderia simplesmente servir para encher as gavetas de meias enquanto as pessoas retiravam o dinheiro". das suas contas. Mas eventualmente, em vez de acumular moeda, gastariam e investiriam, aumentando os preços e, com sorte, aumentando a produção." 